# Statistiche del Sei Nazioni
Statistiche relative al torneo rugbistico del Sei Nazioni aggiornate all'edizione 2023.

## Statistiche individuali
Per tutte le classifiche realizzative si indica il periodo di attività nel torneo per singolo giocatore.

### Punti
| Punti | Giocatore        | Periodo   |
| ----- | ---------------- | --------- |
| 566   | Jonathan Sexton  | 2010-2023 |
| 557   | Ronan O'Gara     | 2000-2013 |
| 546   | Jonny Wilkinson  | 1998-2011 |
| 528   | Owen Farrell     | 2012-     |
| 467   | Stephen Jones    | 2000-2011 |
| 424   | Leigh Halfpenny  | 2009-     |
| 406   | Neil Jenkins     | 1991-2001 |
| 381   | Chris Paterson   | 2000-2011 |
| 288   | Gavin Hastings   | 1986-1995 |
| 270   | David Humphreys  | 1996-2005 |
| 255   | Greig Laidlaw    | 2012-2019 |
| 242   | Dan Biggar       | 2013-     |
| 232   | Paul Grayson     | 1995-2004 |
| 217   | Dimitri Yachvili | 2003-2012 |
| 207   | Michael Kiernan  | 1982-1991 |
| 201   | Andy Irvine      | 1973-1982 |
| 185   | Rob Andrew       | 1985-1997 |
| 182   | Ollie Campbell   | 1980-1984 |
| 178   | Dusty Hare       | 1974-1984 |
| 174   | Finn Russell     | 2015-     |

### Mete
| Mete | Giocatore           | Periodo   |
| ---- | ------------------- | --------- |
| 26   | Brian O'Driscoll    | 2000-2014 |
| 24   | Ian Smith           | 1924-1933 |
| 23   | George North        | 2011-     |
| 22   | Shane Williams      | 2000-2011 |
| 18   | Gareth Edwards      | 1968-1978 |
| 18   | Rory Underwood      | 1984-1996 |
| 18   | Cyril Lowe          | 1913-1923 |
| 16   | Stuart Hogg         | 2012-2023 |
| 16   | Ken Jones           | 1947-1957 |
| 16   | Ben Cohen           | 2000-2006 |
| 16   | Gerald Davies       | 1967-1978 |
| 16   | Willie Llewellyn    | 1899-1905 |
| 15   | Will Greenwood      | 1998-2004 |
| 15   | Johnny Williams     | 1907-1911 |
| 14   | Jonny May           | 2014-2022 |
| 14   | Keith Earls         | 2010-2021 |
| 14   | Tommy Bowe          | 2006-2017 |
| 14   | Jason Robinson      | 2001-2007 |
| 14   | Philippe Sella      | 1983-1995 |
| 14   | George Stephenson   | 1920-1930 |
| 14   | Duhan van der Merwe | 2021-     |

### Presenze
| Presenze | Giocatore             | Periodo   |
| -------- | --------------------- | --------- |
| 69       | Sergio Parisse        | 2004-2019 |
| 67       | Alun Wyn Jones        | 2007-2023 |
| 65       | Brian O'Driscoll      | 2000-2014 |
| 64       | Cian Healy            | 2010-     |
| 64       | Rory Best             | 2006-2019 |
| 63       | Ronan O'Gara          | 2000-2013 |
| 60       | Jonathan Sexton       | 2010-2023 |
| 60       | Martín Castrogiovanni | 2003-2016 |
| 57       | Conor Murray          | 2012-     |
| 56       | Gethin Jenkins        | 2003-2016 |
| 56       | Mike Gibson           | 1964-1979 |
| 55       | Dan Cole              | 2010-     |
| 55       | Stuart Hogg           | 2010-2023 |
| 55       | Ross Ford             | 2006-2017 |
| 54       | Alessandro Zanni      | 2006-2020 |
| 54       | John Hayes            | 2000-2010 |
| 54       | Jason Leonard         | 1991-2004 |
| 53       | Ben Youngs            | 2010-2023 |
| 53       | Leonardo Ghiraldini   | 2007-2019 |
| 53       | Chris Paterson        | 2000-2011 |
| 53       | Willie J. McBride     | 1962-1975 |

### Record generali
|                | Per singolo incontro | Per singolo incontro | Per edizione di torneo | Per edizione di torneo                                                                   |
| -------------- | -------------------- | --- | ---------------------- | ---------------------------------------------------------------------------------------- |
| Punti          | 35                   | Jonny Wilkinson (Inghilterra – Italia, 2001) | 89                     | Jonny Wilkinson (2001)                                                                   |
| Mete           | 5                    | G.C. Lindsay (Scozia – Galles, 1887) | 8                      | Cyril Lowe (1914) Ian Smith (1925)                                                       |
| Trasformazioni | 9                    | Jonny Wilkinson (Inghilterra – Italia, 2001) | 24                     | Jonny Wilkinson (2001)                                                                   |
| Calci piazzati | 7                    | Simon Hodgkinson (Inghilterra – Galles, 1991) Rob Andrew (Inghilterra – Scozia, 1995) Jonny Wilkinson (Inghilterra – Francia, 1999) Neil Jenkins (Galles – Italia, 2000) Gérald Merceron (Francia – Italia, 2002) Chris Paterson (Scozia – Galles, 2007) | 19                     | Gérald Merceron (2002)                                                                   |
| Drop           | 3                    | Pierre Albaladejo (Francia – Irlanda, 1960) Jean-Patrick Lescarboura (Francia – Inghilterra, 1985) Diego Domínguez (Italia – Scozia, 2000) Neil Jenkins (Galles – Scozia, 2001)                                                                          | 5                      | Guy Camberabero (1967) Diego Domínguez (2000) Neil Jenkins (2001) Jonny Wilkinson (2003) |

### Miglior giocatore del torneo
Dal 2004 Six Nations Rugby assegna il premio al miglior giocatore del torneo, scelto tramite sondaggio tra gli spettatori.
| Edizione | Vincitore            |
| -------- | -------------------- |
| 2004     | Gordon D'Arcy        |
| 2005     | Martyn Williams      |
| 2006     | Brian O'Driscoll     |
| 2007     | Brian O'Driscoll     |
| 2008     | Shane Williams       |
| 2009     | Brian O'Driscoll     |
| 2010     | Tommy Bowe           |
| 2011     | Andrea Masi          |
| 2012     | Dan Lydiate          |
| 2013     | Leigh Halfpenny      |
| 2014     | Mike Brown           |
| 2015     | Paul O'Connell       |
| 2016     | Stuart Hogg          |
| 2017     | Stuart Hogg          |
| 2018     | Jacob Stockdale      |
| 2019     | Alun Wyn Jones       |
| 2020     | Antoine Dupont       |
| 2021     | Hamish Watson        |
| 2022     | Antoine Dupont       |
| 2023     | Antoine Dupont       |
| 2024     | Tommaso Menoncello   |
| 2025     | Louis Bielle-Biarrey |

## Statistiche di squadra

### Dettaglio vittorie

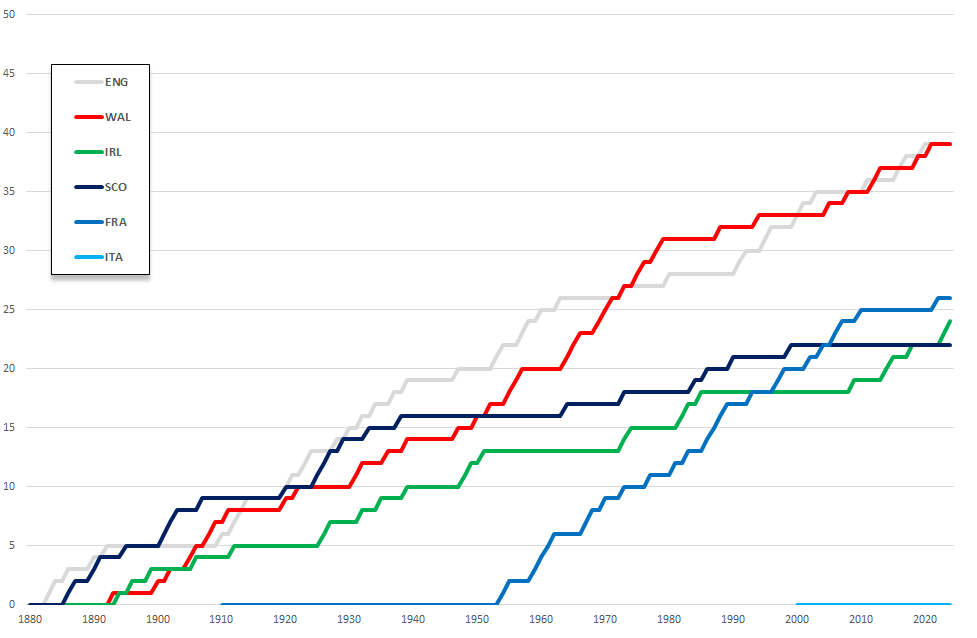
Progressione del palmarès dal 1883 al 2024. Si noti la Francia che, a zero vittorie fino al Cinque Nazioni 1953, ha avuto la più elevata progressione avendo vinto 26 titoli nelle successive 71 edizioni attestandosi al terzo posto del palmarès

| Edizione                  | Vincitore                                                               | Note                                                                |
| Home Nations Championship | Home Nations Championship                                               | Home Nations Championship                                           |
| ------------------------- | ----------------------------------------------------------------------- | ------------------------------------------------------------------- |
| 1883                      | Inghilterra (1º)                                                        |                                                                     |
| 1884                      | Inghilterra (2º)                                                        |                                                                     |
| 1885                      | n/a                                                                     | Incompleto                                                          |
| 1886                      | Inghilterra (3º) Scozia (1º)                                            | 1º titolo condiviso                                                 |
| 1887                      | Scozia (2º)                                                             |                                                                     |
| 1888                      | n/a                                                                     | Incompleto                                                          |
| 1889                      | n/a                                                                     | Incompleto                                                          |
| 1890                      | Inghilterra (4º) Scozia (3º)                                            | 2º titolo condiviso                                                 |
| 1891                      | Scozia (4º)                                                             |                                                                     |
| 1892                      | Inghilterra (5º)                                                        |                                                                     |
| 1893                      | Galles (1º)                                                             |                                                                     |
| 1894                      | Irlanda (1º)                                                            |                                                                     |
| 1895                      | Scozia (5º)                                                             |                                                                     |
| 1896                      | Irlanda (2º)                                                            |                                                                     |
| 1897                      | n/a                                                                     | Incompleto                                                          |
| 1898                      | n/a                                                                     | Incompleto                                                          |
| 1899                      | Irlanda (3º)                                                            |                                                                     |
| 1900                      | Galles (2º)                                                             |                                                                     |
| 1901                      | Scozia (6º)                                                             |                                                                     |
| 1902                      | Galles (3º)                                                             |                                                                     |
| 1903                      | Scozia (7º)                                                             |                                                                     |
| 1904                      | Scozia (8º)                                                             |                                                                     |
| 1905                      | Galles (4º)                                                             |                                                                     |
| 1906                      | Galles (5º) Irlanda (4º)                                                | 3º titolo condiviso                                                 |
| 1907                      | Scozia (9º)                                                             |                                                                     |
| 1908                      | Galles (6º)                                                             | Grande Slam                                                         |
| 1909                      | Galles (7º)                                                             | Grande Slam                                                         |
| Cinque Nazioni            |                                                                         |                                                                     |
| 1910                      | Inghilterra (6º)                                                        | Francia ammessa al torneo                                           |
| 1911                      | Galles (8º)                                                             | Grande Slam                                                         |
| 1912                      | Inghilterra (7º) Irlanda (5º)                                           | 4º titolo condiviso                                                 |
| 1913                      | Inghilterra (8º)                                                        | Grande Slam                                                         |
| 1914                      | Inghilterra (9º)                                                        | Grande Slam                                                         |
| 1920                      | Galles (9º) Inghilterra (10º) Scozia (10º)                              | 5º titolo condiviso                                                 |
| 1921                      | Inghilterra (11º)                                                       | Grande Slam                                                         |
| 1922                      | Galles (10º)                                                            |                                                                     |
| 1923                      | Inghilterra (12º)                                                       | Grande Slam                                                         |
| 1924                      | Inghilterra (13º)                                                       | Grande Slam                                                         |
| 1925                      | Scozia (11º)                                                            | Grande Slam                                                         |
| 1926                      | Irlanda (6º) Scozia (12º)                                               | 6º titolo condiviso                                                 |
| 1927                      | Irlanda (7º) Scozia (13º)                                               | 7º titolo condiviso                                                 |
| 1928                      | Inghilterra (14º)                                                       | Grande Slam                                                         |
| 1929                      | Scozia (14º)                                                            |                                                                     |
| 1930                      | Inghilterra (15º)                                                       |                                                                     |
| 1931                      | Galles (11º)                                                            | Francia espulsa dal torneo                                          |
| Home Nations Championship |                                                                         |                                                                     |
| 1932                      | Galles (12º) Inghilterra (16º) Irlanda (8º)                             | 8º titolo condiviso                                                 |
| 1933                      | Scozia (15º)                                                            |                                                                     |
| 1934                      | Inghilterra (17º)                                                       |                                                                     |
| 1935                      | Irlanda (9º)                                                            |                                                                     |
| 1936                      | Galles (13º)                                                            |                                                                     |
| 1937                      | Inghilterra (18º)                                                       |                                                                     |
| 1938                      | Scozia (16º)                                                            |                                                                     |
| 1939                      | Galles (14º) Inghilterra (19º) Irlanda (10º)                            | 9º titolo condiviso                                                 |
| Cinque Nazioni            |                                                                         |                                                                     |
| 1947                      | Galles (15º) Inghilterra (20º)                                          | 10º titolo condiviso                                                |
| 1948                      | Irlanda (11º)                                                           | Grande Slam                                                         |
| 1949                      | Irlanda (12º)                                                           |                                                                     |
| 1950                      | Galles (16º)                                                            | Grande Slam                                                         |
| 1951                      | Irlanda (13º)                                                           |                                                                     |
| 1952                      | Galles (17º)                                                            | Grande Slam                                                         |
| 1953                      | Inghilterra (21º)                                                       |                                                                     |
| 1954                      | Francia (1º) Inghilterra (22º) Galles (18º)                             | 11º titolo condiviso                                                |
| 1955                      | Francia (2º) Galles (19º)                                               | 12º titolo condiviso                                                |
| 1956                      | Galles (20º)                                                            |                                                                     |
| 1957                      | Inghilterra (23º)                                                       | Grande Slam                                                         |
| 1958                      | Inghilterra (24º)                                                       |                                                                     |
| 1959                      | Francia (3º)                                                            |                                                                     |
| 1960                      | Francia (4º) Inghilterra (25º)                                          | 13º titolo condiviso                                                |
| 1961                      | Francia (5º)                                                            |                                                                     |
| 1962                      | Francia (6º)                                                            |                                                                     |
| 1963                      | Inghilterra (26º)                                                       |                                                                     |
| 1964                      | Galles (21º) Scozia (17º)                                               | 14º titolo condiviso                                                |
| 1965                      | Galles (22º)                                                            |                                                                     |
| 1966                      | Galles (23º)                                                            |                                                                     |
| 1967                      | Francia (7º)                                                            |                                                                     |
| 1968                      | Francia (8º)                                                            | Grande Slam                                                         |
| 1969                      | Galles (24º)                                                            |                                                                     |
| 1970                      | Francia (9º) Galles (25º)                                               | 15º titolo condiviso                                                |
| 1971                      | Galles (26º)                                                            | Grande Slam                                                         |
| 1972                      | n/a                                                                     | Incompleto                                                          |
| 1973                      | Francia (10º) Galles (27º) Inghilterra (27º) Irlanda (14º) Scozia (18º) | 16º titolo condiviso, unico ex aequo tra tutti i partecipanti       |
| 1974                      | Irlanda (15º)                                                           |                                                                     |
| 1975                      | Galles (28º)                                                            |                                                                     |
| 1976                      | Galles (29º)                                                            | Grande Slam                                                         |
| 1977                      | Francia (11º)                                                           | Grande Slam                                                         |
| 1978                      | Galles (30º)                                                            | Grande Slam                                                         |
| 1979                      | Galles (31º)                                                            |                                                                     |
| 1980                      | Inghilterra (28º)                                                       | Grande Slam                                                         |
| 1981                      | Francia (12º)                                                           | Grande Slam                                                         |
| 1982                      | Irlanda (16º)                                                           |                                                                     |
| 1983                      | Francia (13º) Irlanda (17º)                                             | 17º titolo condiviso                                                |
| 1984                      | Scozia (19º)                                                            | Grande Slam                                                         |
| 1985                      | Irlanda (18º)                                                           |                                                                     |
| 1986                      | Francia (14º) Scozia (20º)                                              | 18º titolo condiviso                                                |
| 1987                      | Francia (15º)                                                           | Grande Slam                                                         |
| 1988                      | Francia (16º) Galles (32º)                                              | 19º e ultimo titolo condiviso                                       |
| 1989                      | Francia (17º)                                                           |                                                                     |
| 1990                      | Scozia (21º)                                                            | Grande Slam                                                         |
| 1991                      | Inghilterra (29º)                                                       | Grande Slam                                                         |
| 1992                      | Inghilterra (30º)                                                       | Grande Slam                                                         |
| 1993                      | Francia (18º)                                                           |                                                                     |
| 1994                      | Galles (33º)                                                            | Introduzione della differenza punti fatti/subiti come discriminante |
| 1995                      | Inghilterra (31º)                                                       | Grande Slam                                                         |
| 1996                      | Inghilterra (32º)                                                       |                                                                     |
| 1997                      | Francia (19º)                                                           | Grande Slam                                                         |
| 1998                      | Francia (20º)                                                           | Grande Slam                                                         |
| 1999                      | Scozia (22º)                                                            |                                                                     |
| Sei Nazioni               |                                                                         |                                                                     |
| 2000                      | Inghilterra (33º)                                                       | Italia ammessa al torneo                                            |
| 2001                      | Inghilterra (34º)                                                       |                                                                     |
| 2002                      | Francia (21º)                                                           | Grande Slam                                                         |
| 2003                      | Inghilterra (35º)                                                       | Grande Slam                                                         |
| 2004                      | Francia (22º)                                                           | Grande Slam                                                         |
| 2005                      | Galles (34º)                                                            | Grande Slam                                                         |
| 2006                      | Francia (23º)                                                           |                                                                     |
| 2007                      | Francia (24º)                                                           |                                                                     |
| 2008                      | Galles (35º)                                                            | Grande Slam                                                         |
| 2009                      | Irlanda (19º)                                                           | Grande Slam                                                         |
| 2010                      | Francia (25º)                                                           | Grande Slam                                                         |
| 2011                      | Inghilterra (36º)                                                       |                                                                     |
| 2012                      | Galles (36º)                                                            | Grande Slam                                                         |
| 2013                      | Galles (37º)                                                            |                                                                     |
| 2014                      | Irlanda (20º)                                                           |                                                                     |
| 2015                      | Irlanda (21º)                                                           |                                                                     |
| 2016                      | Inghilterra (37º)                                                       | Grande Slam                                                         |
| 2017                      | Inghilterra (38º)                                                       | Introduzione del punteggio dell'Emisfero Sud                        |
| 2018                      | Irlanda (22º)                                                           | Grande Slam                                                         |
| 2019                      | Galles (38º)                                                            | Grande Slam                                                         |
| 2020                      | Inghilterra (39º)                                                       |                                                                     |
| 2021                      | Galles (39º)                                                            |                                                                     |
| 2022                      | Francia (26º)                                                           | Grande Slam                                                         |
| 2023                      | Irlanda (23º)                                                           | Grande Slam                                                         |
| 2024                      | Irlanda (24º)                                                           |                                                                     |
| 2025                      | Francia (27º)                                                           |                                                                     |

### Grandi Slam
| Squadra     | Titoli | Edizioni                                                                                 |
| ----------- | ------ | ---------------------------------------------------------------------------------------- |
| Inghilterra | 13     | 1913 · 1914 · 1921 · 1923 · 1924 · 1928 · 1957 · 1980 · 1991 · 1992 · 1995 · 2003 · 2016 |
| Galles      | 12     | 1908 · 1909 · 1950 · 1952 · 1971 · 1976 · 1978 · 2005 · 2008 · 2012 · 2019               |
| Francia     | 10     | 1968 · 1977 · 1981 · 1987 · 1997 · 1998 · 2002 · 2004 · 2010 · 2022                      |
| Irlanda     | 4      | 1948 · 2009 · 2018 · 2023                                                                |
| Scozia      | 3      | 1925 · 1984 · 1990                                                                       |

### Triple Crown
| Squadra     | Titoli | Edizioni |
| ----------- | ------ | --- |
| Inghilterra | 26     | 1883 · 1884 · 1892 · 1913 · 1914 · 1921 · 1923 · 1924 · 1928 · 1934 · 1937 · 1954 · 1954 · 1957 · 1960 · 1980 · 1991 · 1992 · 1995 · 1996 · 1997 · 1998 · 2002 · 2003 · 2014 · 2016 · 2020 |
| Galles      | 22     | 1893 · 1900 · 1902 · 1905 · 1908 · 1909 · 1911 · 1950 · 1952 · 1965 · 1969 · 1971 · 1976 · 1977 · 1978 · 1979 · 1988 · 2005 · 2008 · 2012 · 2019 · 2021                                    |
| Irlanda     | 14     | 1894 · 1899 · 1948 · 1949 · 1982 · 1985 · 2004 · 2006 · 2007 · 2009 · 2018 · 2022 · 2023 · 2025                                                                                            |
| Scozia      | 10     | 1891 · 1895 · 1901 · 1903 · 1907 · 1925 · 1933 · 1938 · 1984 · 1990 |

### Riepilogo generale
| Squadra     | TD  | G   | V   | N  | P   | MF   | TF  | CP  | DG  | PT   | %     |
| ----------- | --- | --- | --- | -- | --- | ---- | --- | --- | --- | ---- | ----- |
| Inghilterra | 128 | 503 | 274 | 40 | 189 | 1014 | 559 | 725 | 81  | 7411 | 54,47 |
| Galles      | 130 | 501 | 262 | 26 | 213 | 959  | 529 | 679 | 109 | 7041 | 52,30 |
| Irlanda     | 130 | 503 | 227 | 26 | 250 | 828  | 471 | 630 | 72  | 6359 | 45,13 |
| Francia     | 95  | 404 | 213 | 20 | 171 | 799  | 470 | 596 | 114 | 6434 | 52,72 |
| Scozia      | 130 | 504 | 210 | 24 | 270 | 791  | 427 | 625 | 107 | 5876 | 41,67 |
| Italia      | 25  | 125 | 15  | 2  | 108 | 168  | 118 | 217 | 23  | 1800 | 12,00 |